# Реквієм (Міхаель Гайдн)
Реквієм (лат. Missa pro defuncto Archiepiscopo Sigismondo) — траурна заупокійна меса 1771 року авторства Міхаеля Гайдна приурочена до загибелі архієпископу Зальцбургу Сігізмунда фон Шраттенбаха.